# Enrique Rodríguez Cano, Jesús Carranza
Enrique Rodríguez Cano är en ort i Mexiko.   Den ligger i kommunen Jesús Carranza och delstaten Veracruz, i den sydöstra delen av landet, 500 km öster om huvudstaden Mexico City. Enrique Rodríguez Cano ligger 38 meter över havet och antalet invånare är 138.
Terrängen runt Enrique Rodríguez Cano är huvudsakligen platt, men österut är den kuperad. Enrique Rodríguez Cano ligger nere i en dal. Runt Enrique Rodríguez Cano är det ganska glesbefolkat, med 29 invånare per kvadratkilometer. Närmaste större samhälle är Jorge L. Tamayo, 15,0 km söder om Enrique Rodríguez Cano. I omgivningarna runt Enrique Rodríguez Cano växer i huvudsak städsegrön lövskog.